# Julian Seymour Schwinger
Julian Seymour Schwinger (New York City, New York, 12. veljače 1918. – Los Angeles, Kalifornija, 16. srpnja 1994.), američki fizičar. Diplomirao (1936.) i doktorirao (1939.) na Sveučilištu Columbia u New Yorku, a potom do 1941. bio suradnik R. Oppenheimera na Kalifornijskom sveučilištu u Berkeleyu. Od 1945. radio je kao profesor na Harvardovu sveučilištu, gdje je, neovisno o R. Ph. Feynmanu i S.-I. Tomonagi, razvio svoju teoriju kvantne elektrodinamike, za što je s njima dobio Nobelovu nagradu za fiziku 1965.

## Kvantna elektrodinamika ili kvantna teorija polja
Kvantna elektrodinamika ili kvantna teorija polja je kvantna teorija međudjelovanja koja opisuje ponašanje čestica nabijenih električnim nabojem i objašnjava sve elektromagnetske pojave. Formulirana je kasnih 1940-ih godina (R. P. Feynman; S. Tomonaga; J. S. Schwinger). Nastala je spajanjem relativističkih i kvantnomehaničkih načela, a u tome je spoju rođeno novo baždarno načelo lokalne simetrije, važno i za ostala temeljna međudjelovanja. Kvantna elektrodinamika jedna je od najtočnijih teorija polja i fizike uopće, jer su njezina predviđanja eksperimentalno provjerena do preciznosti jedan u milijardu (1 : 109 = 10–9). Zbog takve preciznosti uzima se uzorom za teoriju polja. U toj teoriji elektromagnetska sila, kojoj je doseg beskonačan, opisuje se jednodimenzijskom U(1) simetrijom koja, najjednostavnije govoreći, opisuje simetriju vrtnje kruga.